# Guillermo White

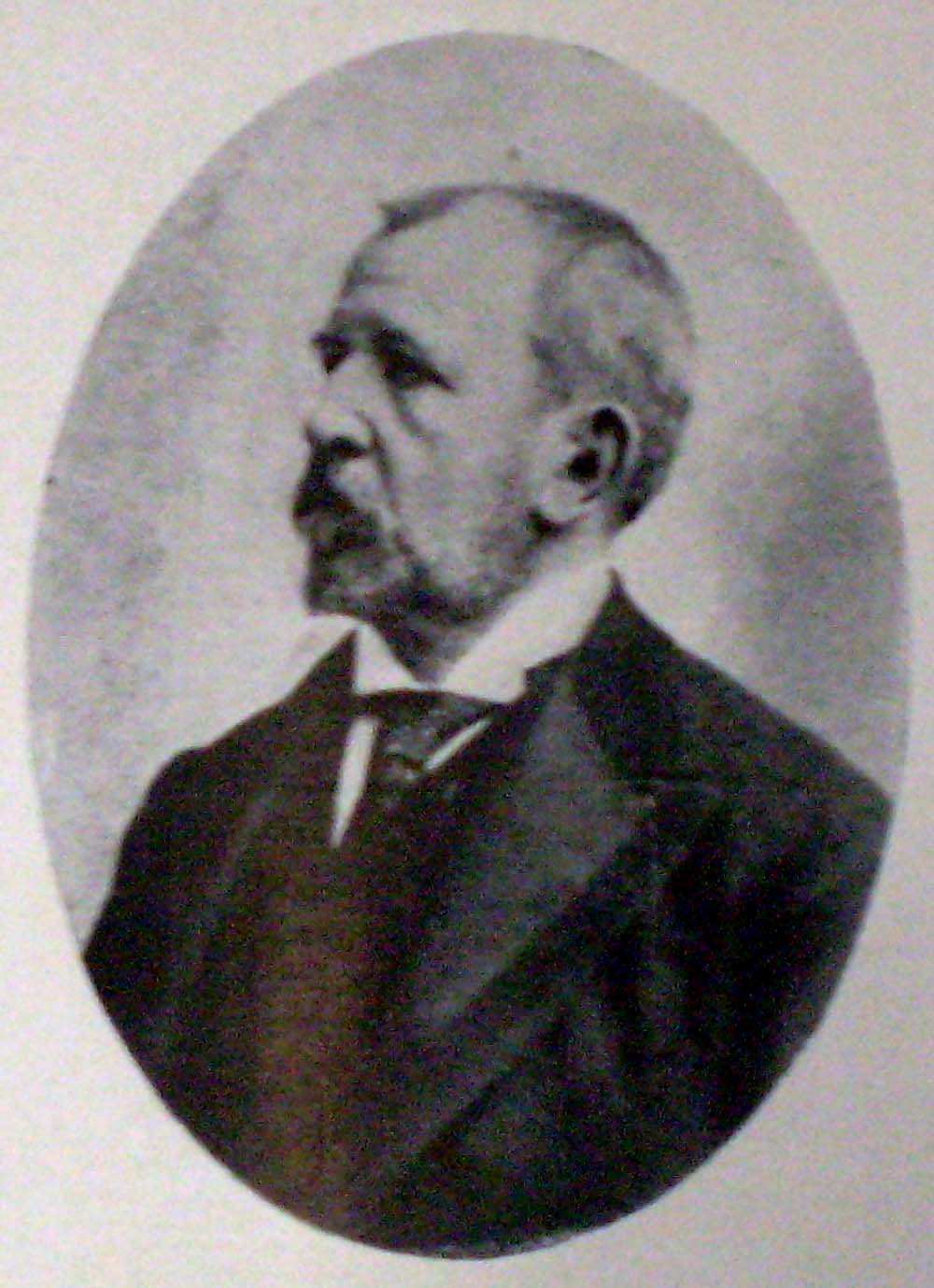
Guillermo White

Guillermo White (* 27. Juni 1844 in Dolores, Argentinien; † 11. Februar 1926 in Mar del Plata, Argentinien) war ein argentinischer Ingenieur und Industrieller. 1899 wurde die argentinische Hafenstadt Ingeniero White bei Bahía Blanca nach ihm benannt.

## Leben
Guillermo White war der Sohn des Argentiniers Allien White, der auch in Dolores in der Provinz Buenos Aires geboren war, und seiner Frau Juana Brunel aus Uruguay. Sein Großvater war Guillermo Pío White, der 1797 aus Boston (USA) in Argentinien eingewandert war. White heiratete Elena Frias und hatte sieben Kinder. Er starb mit 81 Jahren und ist auf dem Friedhof von Recoleta in Buenos Aires begraben.

## Beruf
White absolvierte als einer der ersten Ingenieure die Universität von Buenos Aires (UBA), weshalb er zu den sogenannten „zwölf Aposteln der argentinischen Ingenieure“ gehört. 1871 wurde er an der mathematischen Fakultät Dozent für Infinitesimalrechnung und später Dekan. Er gehörte zu einer Kommission, die die Grundlagen für die heutige Argentinische Wissenschaftliche Gesellschaft (Sociedad Científica Argentina) legen sollte. Von 1875 bis 1876 war er  deren Vizepräsident und von 1877 bis 1884 mit bedeutendem Erfolg ihr Präsident. 
1883 trat White in das Unternehmen Eisenbahn Süd (Ferrocarril del Sud) ein, in dem er von 1887 bis 1917 den Posten des örtlichen Direktionspräsidenten einnahm. Gleichzeitig widmete er sich den Eisenbahnen von Buenos Aires und Rosario, die später zusammengelegt wurden und die Argentinische Zentraleisenbahn (Ferrocarril Central Argentino) bildeten. Auch die Straßenbahngesellschaften von Buenos Aires und Dock Sud schlossen sich zusammen und wählten White zu ihrem Präsidenten.
Die erste Erschließung des Hinterlands erfolgte im Auftrag des Heeres. Der argentinische Innenminister Benjamin Zorrilla erklärte White die Notwendigkeit einer Eisenbahnlinie nach Neuquén wegen eines möglichen Kriegs mit Chile wegen gewisser Grenzstreitigkeiten. Da sich diese Strecke nach Einschätzung von White für das Unternehmen nicht gelohnt hätte, erhielt es staatliche Unterstützung für dieses Projekt. Innerhalb von zwei Jahren waren 500 Kilometer Strecke fertiggestellt und wurden zum 1. Juni 1899 übergeben. Die weitere Erschließung erfolgte durch die Eisenbahn Süd. 
Mit 73 Jahren zog sich White 1917 aus dem Berufsleben zurück und verbrachte die letzten Jahre in seinem Anwesen in Mar del Plata.

## Ingeniero White
Durch Beschluss vom 20. Juni 1899 wurde die Bahía Blanca vorgelagerte Ortschaft und ihr Hafen, die bis dahin El Puerto hießen, in Ingeniero White (Ingenieur White) umbenannt. Heute gehört Ingeniero White zu Gran Bahía Blanca und ist einer der wichtigsten Überseehäfen Argentiniens. 